# Эшман, Норберт
Но́рберт Э́шман (нем. Norbert Eschmann; 19 сентября 1933, Безансон, Франция — 13 мая 2009, Лозанна, Швейцария) — швейцарский футболист и тренер, выступавший на позиции полузащитника.

## Карьера

### Клубная
Эшман родился в городе Безансон, что находится на востоке Франции. Свою профессиональную карьеру начал в 1951 году, в одноимённом клубе города Лозанна. Там он играл вплоть до 1954 года, и за три сезона сыграл более 50 матчей и забил 19 голов. Так же вместе с ней он стал чемпионом Швейцарии.
После этого на сезон отправился в парижский «Ред Стар», где сыграл 35 матчей и забил 12 голов.
После возвращения в «Лозанну», он там играет два сезона, где в 47 матчах забивает 15 голов. В первом сезоне после возвращения становится лучшим бомбардиром Кубка ярмарок, забив 4 гола.
В сезоне 1957/58 он переходит в Серветт, где играет только один сезон. В том сезоне он играет 26 матчей и забивает 18 голов.
После чего уезжает на пять сезонов во Францию, где играет в «Олимпик Марсель» и парижском «Стад Франсе». За два сезона, проведённых в «Олимпике», он сыграл 66 матчей и забил 13 голов. А за три сезона в «Стад Франсе» он сыграл 95 матчей и забил 31 гол. Всего же за пять сезонов он сыграл более 160 матчей и забил 44 гола.
После третьего возвращению в «Лозанну», он проводит там ещё два сезона. Где выигрывает два титула — Кубок Швейцарии в 1964, и титул Чемпиона Швейцарии в 1965. Кроме этого сыграв 40 матчей, и 17 раз отличившись.
Остаток своей карьеры Эшман проводит в швейцарских клубах — «Сьон», «Янг Бойз», «Локарно» и «Мартиньи-Спортс». Где за несколько сезонов играет более 30 матчей, и забивает 7 голов. Так же в «Локарно» и «Мартиньи-Спортс» он работал тренером. Позже был спортивным журналистом в лозаннской газете «Вэн-катр эр».

### Сборная
Дебютировал за сборную Швейцарии на чемпионате мира 1954 года в матче против сборной Италии. На турнирах 1954 и 1962 годов, сыграл по 3 матча. Последняя игра за сборную, была 4 октября 1964 года в матче против сборной Венгрии. Всего он провёл 15 матчей и забил 3 гола.

## Достижения

### Клубные
- Чемпион Швейцарии (2: 1951, 1965)
- Обладатель Кубка Швейцарии (1964)

### Личные
- Лучший бомбардир Кубка ярмарок (4 гола, 1955/58)